# Hugo Gressmann
Hugo Gressmann, né le 21 mars 1877 à Mölln, dans le Land de Schleswig-Holstein en Allemagne et mort le 7 avril 1927 à Chicago, était un spécialiste renommé de l'Ancien Testament et a eu comme ami et associé le célèbre érudit Hermann Gunkel.

## Critique des Formes
Gressmann continua les travaux de Hermann Gunkel en utilisant la méthode dite de Critique des Formes notamment dans les livres de l'Exode, de Josué, des Juges, de Ruth, de Samuel, des Rois et plus généralement dans l'Ancien Testament. Il examina ces livres dans le but de collecter des éléments individuels du milieu naturel et des usages sous-jacents à la tradition historique.

## Conflit avec les idées de Wellhausen
Gressmann a été remarquablement en désaccord avec Julius Wellhausen, un autre éminent bibliste, au sujet des dates du Décalogue (plus communément appelé Les Dix Commandements). Alors que Wellhausen le datait relativement tard dans l'histoire d'Israël, Gressmann plaida qu'il ne portait pas la trace d'influences cananéennes et qu'il devait donc avoir été composé beaucoup plus tôt dans l'Histoire d'Israël. De plus, il affirma qu'il était plus ancien que les écrits de Prophètes.